# Крутихінське (Ірбітський міський округ)
Крути́хінське (рос. Крутихинское) — село у складі Ірбітського міського округу Свердловської області.
Населення — 174 особи (2010, 232 у 2002).
Національний склад населення станом на 2002 рік: росіяни — 87 %.